# Душанбе (село)
Душанбе́ (тадж. Душанбе) — село в районе Рудаки Республики Таджикистан. Входит в состав джамоата (сельской общины) Чортеппа района Рудаки.
Находится недалеко от г. Душанбе, на расстоянии 24 км от райцентра (пгт. Сомониён) и 2 км от центра общины (село Джуйбодом).
Население — 954 чел. (2017).